# Сисертськіт
Сисертськіт (рос. сыс(c)ертскит; англ. sysertskite; нім. Sys(s)ertskit m) — мінерал інтерметалічна сполука осмію та іридію координаційної будови (Os, Ir). Назва — від Сисертського району, де вперше знайдено мінерал (W.K.Haidinger, 1845). Синоніми: іридосмін, осмій іридіїстий.

## Опис
Вміст Os порядку або більше 50-55 %. Склад у % (з родовища Нев'янського, Урал): Os — 41,8; Ir — 34,7. Домішки: Pt, Ru, Rh. Сингонія гексагональна. Дигексагонально-дипірамідальний вид. Кристали пухкі таблитчасті, рідше — короткопризматичні; обкатані зерна. Спайність досконала по (0001). Густина 17-21. Тв. 6-7. Колір сірий. Блиск матовий. Риса сіра. Непрозорий. Злом нерівний. Злегка ковкий до крихкого.

## Поширення
Зустрічається в розсипах, які пов'язані з масивами ультраосновних вивержених порід в Сисертському районі на Уралі, в Сибіру, в штатах Каліфорнія та Орегон (США), Канаді, Бразилії, Австралії (на Тасманії). Відомий також у гідротермальних кварцових золотоносних жилах.

## Різновиди
Розрізняють:
- сисертськіт платинистий (різновид сисертськіту, який містить до 14 % Pt);
- сисертськіт родіїстий (різновид сисертськіту, який містить до 5 % Rh);
- сисертськіт рутеніїстий (різновид сисертськіту, який містить до 19 % Ru).